# Cœur de gaucho
Cœur de gaucho est une œuvre de l'artiste argentin Sesostris Vitullo. Il s'agit d'une sculpture abstraite en granit gris conçue en 1952. Elle est installée dans le musée de la sculpture en plein air de Paris, en France.

## Description
L'œuvre est une sculpture. Elle est formée d'un surface abstraite en granit.
L'œuvre repose sur un socle ; celui-ci supporte également un cartel indiquant les noms de l'œuvre et de l'auteur, ainsi que la date de création et le matériau utilisé.

## Localisation
La sculpture est installée dans le musée de la sculpture en plein air, un lieu d'exposition d'œuvres de sculpteurs de la seconde moitié du XXe siècle, dans le jardin Tino-Rossi, sur le port Saint-Bernard et le long de la Seine, dans le 5e arrondissement de Paris.

## Artiste
Sesostris Vitullo (1899-1952) est un artiste argentin.